# Leichtathletik-Europameisterschaften 2018/Hammerwurf der Frauen

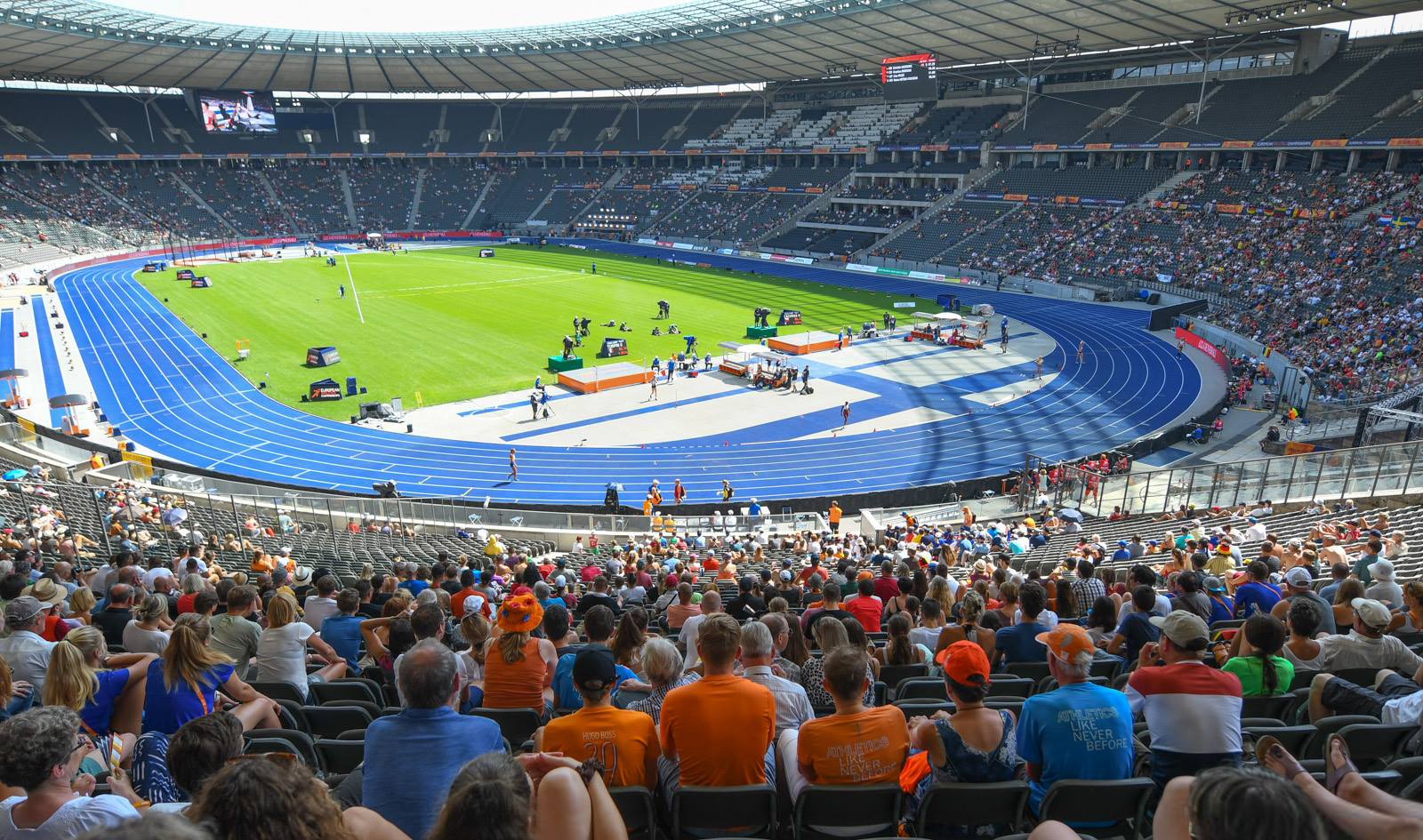
Das Berliner Olympiastadion am 9. August 2018

Der Hammerwurf der Frauen bei den Leichtathletik-Europameisterschaften 2018 fand am 10. und 12. August im Olympiastadion in der deutschen Hauptstadt Berlin statt.
Es siegte die Polin Anita Włodarczyk. Die Französin Alexandra Tavernier wurde Vizeeuropameisterin. Joanna Fiodorow, ebenfalls aus Polen, gewann die Bronzemedaille.

## Rekorde

### Bestehende Rekorde
| Weltrekord           | 82,98 m | Anita Włodarczyk | Warschau, Polen    | 28. August 2016 |
| Europarekord         | 82,98 m | Anita Włodarczyk | Warschau, Polen    | 28. August 2016 |
| Meisterschaftsrekord | 78,76 m | Anita Włodarczyk | EM Zürich, Schweiz | 15. August 2014 |

### Rekordverbesserungen
Der bestehende EM-Rekord wurde verbessert und darüber hinaus gab es einen neuen Landesrekord.
- Meisterschaftsrekord: 78,94 m – Anita Włodarczyk (Polen), Finale am 12. August (vierter Versuch)
- Landesrekord: 74,78 m – Alexandra Tavernier (Frankreich), Finale am 12. August (erster Versuch)

## Legende
Kurze Übersicht zur Bedeutung der Symbolik – so üblicherweise auch in sonstigen Veröffentlichungen verwendet:
| CR  | Championshiprekord             |
| NR  | Nationaler Rekord              |
| SB  | Persönliche Jahresbestleistung |
| NM  | keine Weite (no mark)          |
| ogV | ohne gültigen Versuch          |
| –   | verzichtet                     |
| x   | ungültig                       |

## Qualifikation
28 Wettbewerberinnen traten in zwei Gruppen zur Qualifikationsrunde an. Sechs von ihnen (hellblau unterlegt) übertrafen die Qualifikationsweite für den direkten Finaleinzug von 70,00 m. Damit war die Mindestzahl von zwölf Finalteilnehmerinnen nicht erreicht. Das Finalfeld wurde mit den sechs nächstplatzierten Sportlerinnen (hellgrün unterlegt) auf zwölf Werferinnen aufgefüllt. Schließlich mussten für die Finalteilnahme 68,64 m erbracht werden.

### Gruppe A

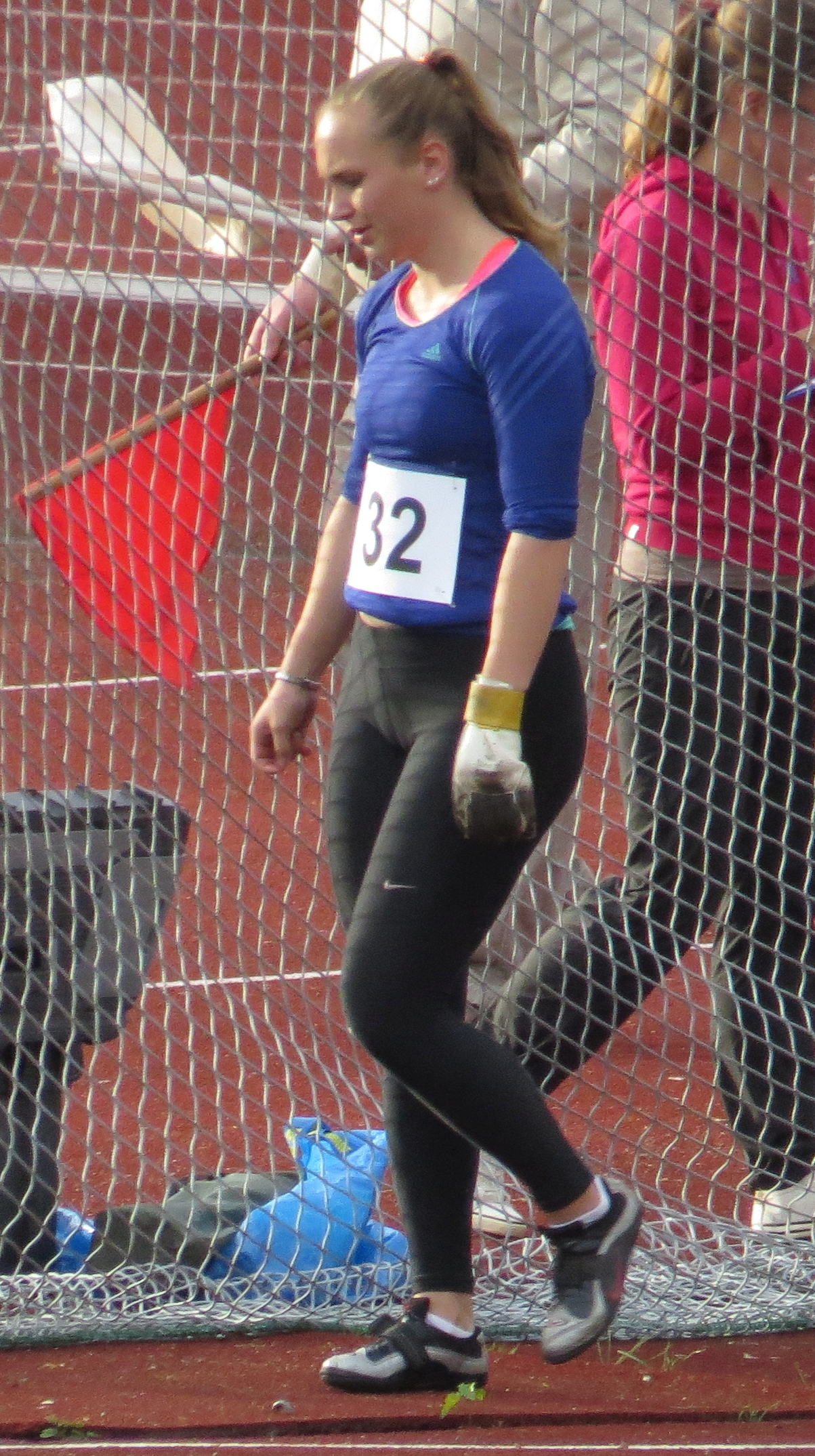
Inga Linna erreichte mit 65,46 m nicht das Finale
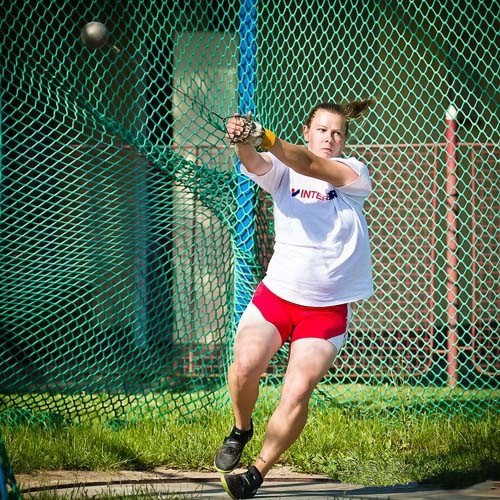
Éva Orbán scheiterte mit 59,16 m in der Qualifikation

10. August 2018, 10:00 Uhr MESZ
| Platz | Athletin            | Land                        | Versuchsserie (m) | Versuchsserie (m) | Versuchsserie (m) | Weite (m) |
| Platz | Athletin            | Land                        | 1. Versuch        | 2. Versuch        | 3. Versuch        | Weite (m) |
| ----- | ------------------- | --------------------------- | ----------------- | ----------------- | ----------------- | --------- |
| 01    | Hanna Malyschtschyk | Belarus                     | 72,39             | –                 | –                 | 72,39     |
| 02    | Joanna Fiodorow     | Polen                       | 71,46             | –                 | –                 | 71,46     |
| 03    | Zalina Petrivskaia  | Moldau                      | x                 | 69,17             | 69,04             | 69,17     |
| 04    | Kathrin Klaas       | Deutschland                 | 66,12             | 68,64             | x                 | 68,64     |
| 05    | Jelisaweta Zarjowa  | Authorised Neutral Athletes | 67,40             | 66,50             | 68,35             | 68,35     |
| 06    | Stamatia Skarvelis  | Griechenland                | 67,08             | 67,97             | x                 | 67,97     |
| 07    | Martina Hrašnová    | Slowakei                    | x                 | x                 | 66,37             | 66,37     |
| 08    | Bianca Ghelber      | Rumänien                    | x                 | 65,77             | 66,17             | 66,17     |
| 09    | Inga Linna          | Finnland                    | 63,11             | 63,77             | 65,46             | 65,46     |
| 10    | Kateřina Šafránková | Tschechien                  | x                 | 64,64             | 64,85             | 64,85     |
| 11    | Iryna Nowoschylowa  | Ukraine                     | x                 | 64,70             | x                 | 64,70     |
| 12    | Anamari Kožul       | Kroatien                    | x                 | 62,55             | 60,40             | 62,55     |
| 13    | Aljona Schamotina   | Ukraine                     | x                 | 61,51             | 61,66             | 61,66     |
| 14    | Éva Orbán           | Ungarn                      | x                 | x                 | 59,16             | 59,16     |

### Gruppe B

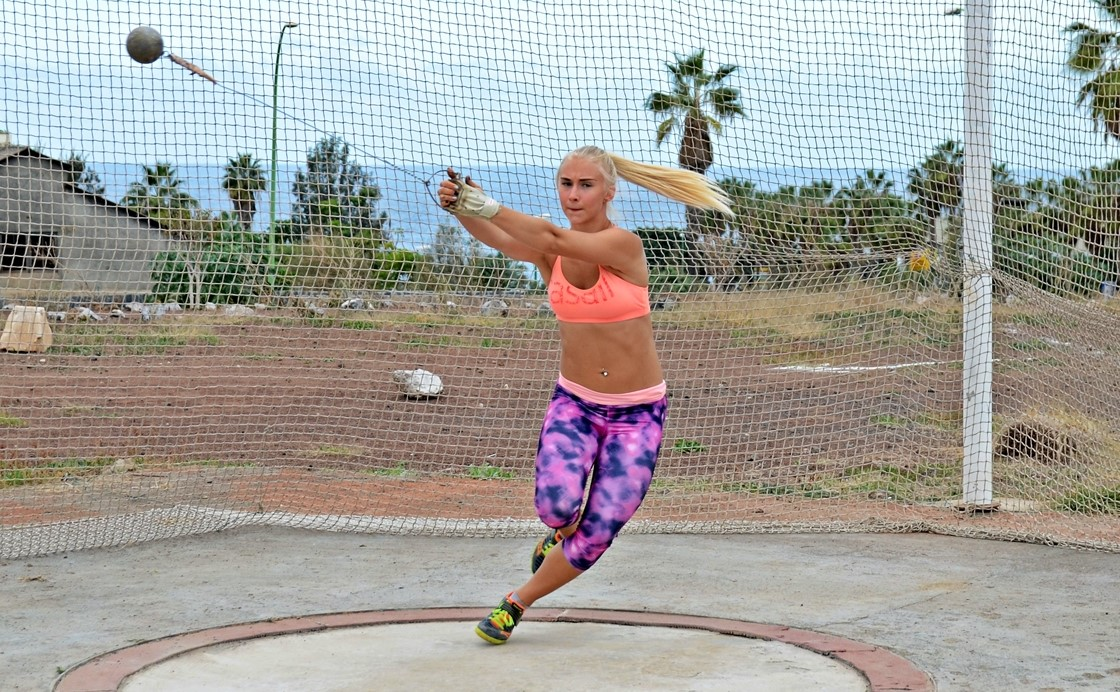
Anna Maria Orel reichten 67,22 m nicht für die Finalteilnahme

10. August 2018, 11:30 Uhr MESZ
| Platz | Athletin            | Land                        | Versuchsserie (m) | Versuchsserie (m) | Versuchsserie (m) | Weite (m) |
| Platz | Athletin            | Land                        | 1. Versuch        | 2. Versuch        | 3. Versuch        | Weite (m) |
| ----- | ------------------- | --------------------------- | ----------------- | ----------------- | ----------------- | --------- |
| 01    | Anita Włodarczyk    | Polen                       | 69,81             | 75,10             | –                 | 75,10     |
| 02    | Hanna Skydan        | Aserbaidschan               | 74,02             | –                 | –                 | 74,02 SB  |
| 03    | Alexandra Tavernier | Frankreich                  | 72,88             | –                 | –                 | 72,88     |
| 04    | Malwina Kopron      | Polen                       | x                 | 71,14             | –                 | 71,14     |
| 05    | Sofja Palkina       | Authorised Neutral Athletes | 69,21             | 69,74             | 69,49             | 69,74     |
| 06    | Réka Gyurátz        | Ungarn                      | x                 | 69,45             | –                 | 69,45     |
| 07    | Iryna Klymez        | Ukraine                     | 68,40             | x                 | 69,44             | 69,44     |
| 08    | Sophie Hitchon      | Großbritannien              | x                 | 68,69             | x                 | 68,69     |
| 09    | Kıvılcım Kaya       | Türkei                      | 67,72             | 66,86             | 68,10             | 68,10     |
| 10    | Anna Maria Orel     | Estland                     | 67,22             | 64,14             | 65,17             | 67,22     |
| 11    | Ida Storm           | Schweden                    | 64,52             | 65,22             | 66,66             | 66,66     |
| 12    | Krista Tervo        | Finnland                    | 61,39             | 65,37             | x                 | 65,37     |
| 13    | Marina Nichișenco   | Moldau                      | x                 | 62,22             | 64,37             | 64,37     |
| 14    | Nicole Zihlmann     | Schweiz                     | 60,64             | x                 | 61,67             | 61,67     |

## Finale
12. August 2018, 19:30 Uhr MESZ
| Platz | Athletin            | Land                        | Versuchsserie (m) | Versuchsserie (m) | Versuchsserie (m) | Versuchsserie (m)                           | Versuchsserie (m)                           | Versuchsserie (m)                           | Weite (m) |
| Platz | Athletin            | Land                        | 1. Versuch        | 2. Versuch        | 3. Versuch        | 4. Versuch                                  | 5. Versuch                                  | 6. Versuch                                  | Weite (m) |
| ----- | ------------------- | --------------------------- | ----------------- | ----------------- | ----------------- | ------------------------------------------- | ------------------------------------------- | ------------------------------------------- | --------- |
|       | Anita Włodarczyk    | Polen                       | 69,35             | 76,50             | 77,82             | 78,94                                       | 78,55                                       | x                                           | 78,94 CR  |
|       | Alexandra Tavernier | Frankreich                  | 74,78             | 69,49             | 70,74             | 68,35                                       | 73,92                                       | 74,20                                       | 74,78 NR  |
|       | Joanna Fiodorow     | Polen                       | 69,55             | 71,41             | 74,00             | 73,72                                       | 71,70                                       | x                                           | 74,00     |
| 4     | Malwina Kopron      | Polen                       | x                 | x                 | 72,20             | 71,53                                       | x                                           | x                                           | 72,20     |
| 5     | Hanna Skydan        | Aserbaidschan               | x                 | 67,22             | 71,92             | 68,55                                       | 71,42                                       | 72,10                                       | 72,10     |
| 6     | Zalina Petrivskaia  | Moldau                      | 70,98             | 70,65             | 71,80             | 70,53                                       | 71,00                                       | x                                           | 71,80     |
| 7     | Kathrin Klaas       | Deutschland                 | x                 | 66,49             | 70,66             | x                                           | 71,50                                       | x                                           | 71,50 SB  |
| 8     | Sophie Hitchon      | Großbritannien              | 68,80             | x                 | 70,52             | x                                           | x                                           | x                                           | 70,52     |
| 9     | Réka Gyurátz        | Ungarn                      | 69,51             | 70,48             | 69,85             | nicht im Finale der besten acht Werferinnen | nicht im Finale der besten acht Werferinnen | nicht im Finale der besten acht Werferinnen | 70,48     |
| 10    | Sofja Palkina       | Authorised Neutral Athletes | 68,64             | x                 | 67,46             | nicht im Finale der besten acht Werferinnen | nicht im Finale der besten acht Werferinnen | nicht im Finale der besten acht Werferinnen | 68,64     |
| 11    | Iryna Klymez        | Ukraine                     | x                 | 66,42             | 68,11             | nicht im Finale der besten acht Werferinnen | nicht im Finale der besten acht Werferinnen | nicht im Finale der besten acht Werferinnen | 68,11     |
| NM    | Hanna Malyschtschyk | Belarus                     | x                 | x                 | x                 | nicht im Finale der besten acht Werferinnen | nicht im Finale der besten acht Werferinnen | nicht im Finale der besten acht Werferinnen | ogV       |

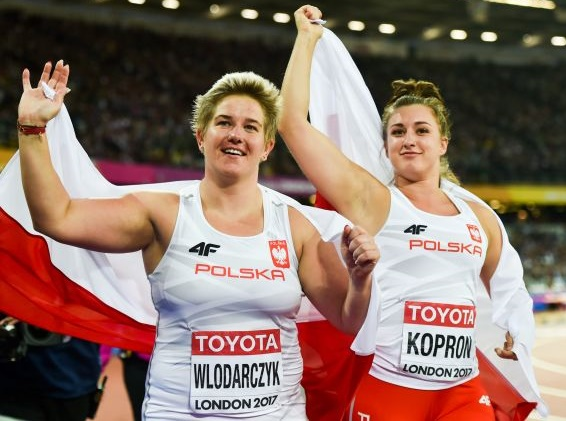
Europameisterin Anita Włodarczyk (links) und die viertplatzierte Malwina Kopron – hier nach ihrem Doppelerfolg bei den Weltmeisterschaften 2017

Eigentlich konnte es im Hammerwurf nur eine Siegerin geben. Fast alle großen internationalen Meisterschaften der jüngeren Vergangenheit hatte die Polin Anita Włodarczyk meist mit deutlichen Vorsprüngen dominiert. Sie war zweifache Olympiasiegerin (2012/2016), dreifache Weltmeisterin (2009/2015/2017) und dreifache Europameisterin (2012/2014/2016).
Mit Malwina Kopron, der Vizeweltmeisterin von 2016, und Joanna Fiodorow, der EM-Dritten von 2014, waren zwei weitere Polinnen mit Medaillenchancen am Start. Weitere Anwärterinnen auf vordere Platzierungen waren die französische WM-Dritte von 2015 Alexandra Tavernier und die britische EM-Vierte von 2016 Sophie Hitchon.
Nur zwei Werferinnen mit einem Versuch jenseits der 70-Meter-Marke gab es im ersten Durchgang. Tavernier übernahm mit 74,78 m die Führung, dahinter folgte die Moldawierin Zalina Petrivskaia mit 70,98 m. In Runde zwei landete Włodarczyks Hammer bei 76,50 m, womit sie vorne lag. Joanna Fiodorow steigerte sich auf 71,41 m und war damit Dritte. Im dritten Durchgang steigerte sich das Niveau dieser Konkurrenz weiter. Włodarczyk erzielte 77,82 m, Fiodorow festigte mit 74,00 m ihren dritten Rang. Kopron gelangen 72,20 m, das war Position vier. Auch Petrivskaia verbesserte sich mit einem Wurf auf 71,80 m noch einmal, fiel aber dennoch auf Platz sechs zurück, denn Hanna Skydan aus Aserbaidschan erzielte 71,92 m. Die Deutsche Kathrin Klaas eroberte mit 70,66 m Rang sieben und auch die achtplatzierte Hitchon übertraf mit 70,52 m jetzt die 70-Meter-Marke.
Der erste Finaldurchgang der besten acht Werferinnen brachte keine Veränderungen der Positionen mit sich. Aber Włodarczyk erzielte mit 78,52 m jetzt ihre beste Weite dieses Wettbewerbs. Damit verbesserte sie ihren eigenen EM-Rekord aus dem Jahr 2014 um achtzehn Zentimeter. In den letzten beiden Runden passierte nicht mehr viel. Klaas gelangen 71,50 m mit ihrem fünften Wurf, Skydan kam mit ihrem letzten Versuch auf 72,10 m. Damit wurde Anita Włodarczyk zum vierten Mal in Folge Europameisterin. Alexandra Tavernier gewann Silber, Joanna Fiodorow errang Bronze. Malwina Kopron kam auf den vierten Platz, damit lagen drei Polinnen unter den besten Vier. Hanna Skydan belegte Rang fünf vor Zalina Petrivskaia. Kathrin Klaas erreichte in ihrem letzten Wettkampf bei einer großen internationalen Meisterschaft den siebten Platz vor Sophie Hitchon.

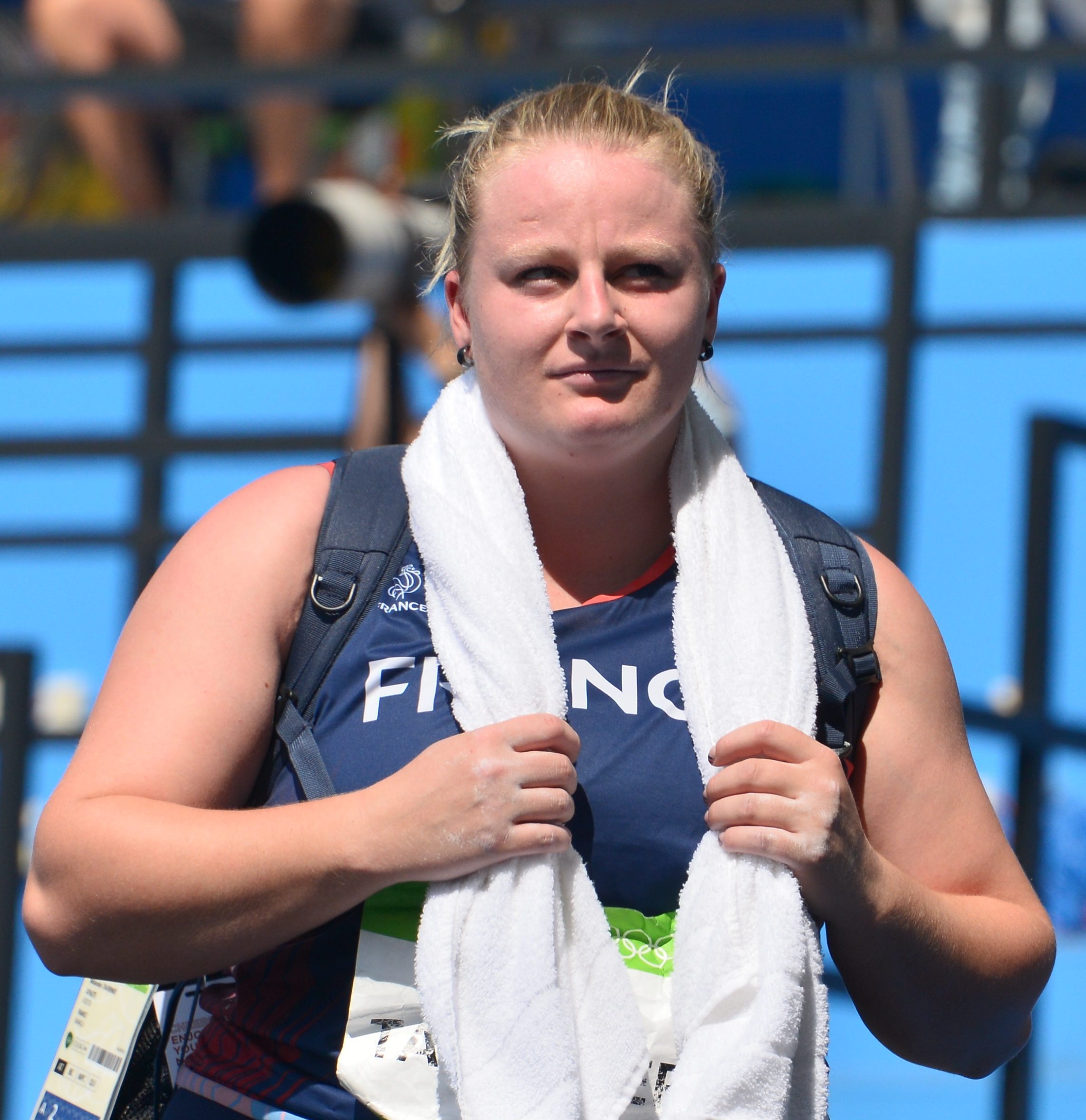
Vizeeuropameisterin Alexandra Tavernier
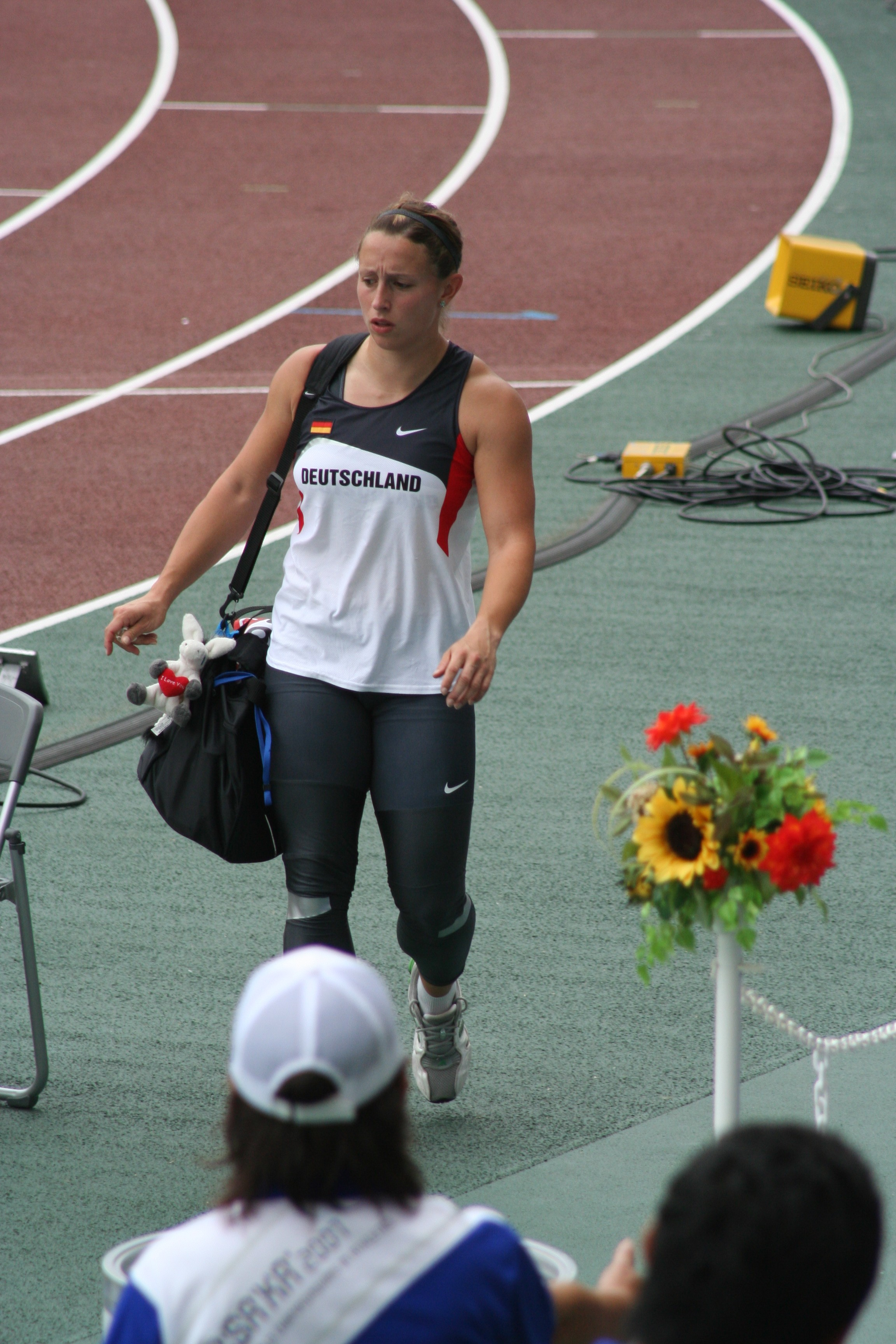
Kathrin Klaas kam auf den siebten Platz
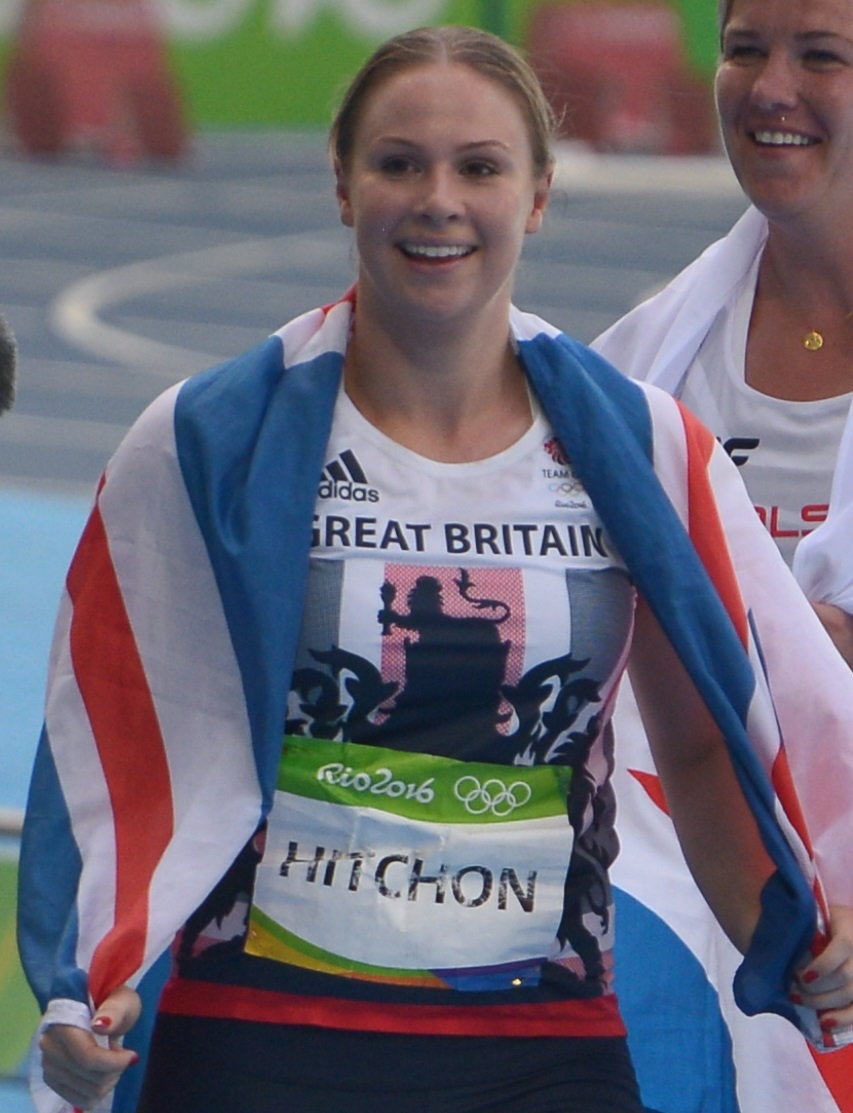
Sophie Hitchon belegte Rang acht

## Videolink
- Anita Wlodarczyk (POL) 78.94m (CR) (4th attempt), youtube.com, abgerufen am 31. März 2023